# Glengarry
Glengarry är en ort i Australien. Den ligger i kommunen West Tamar och delstaten Tasmanien, i den sydöstra delen av landet, omkring 170 kilometer norr om delstatshuvudstaden Hobart. Antalet invånare är 744.
Runt Glengarry är det glesbefolkat, med 10 invånare per kvadratkilometer.. Närmaste större samhälle är Beaconsfield, omkring 17 kilometer norr om Glengarry. 
I omgivningarna runt Glengarry växer i huvudsak städsegrön lövskog. Genomsnittlig årsnederbörd är 1 279 millimeter. Den regnigaste månaden är augusti, med i genomsnitt 174 mm nederbörd, och den torraste är januari, med 42 mm nederbörd.